# 呂文煥
呂 文煥（りょ ぶんかん、生没年不詳）は、南宋末期の軍人。長江流域で勢力を誇った軍閥の頭領で、兄に同じく南宋に仕えて将軍となった呂文徳、弟に呂文信・呂文福がいる。

## 生涯
咸淳4年（1268年）から南宋とモンゴルの最前線である襄陽の守将となり、モンゴル軍の大軍の前に籠城して善戦し、5年もの長きにわたってモンゴル軍を苦しめた（襄陽・樊城の戦い）。しかし宰相の賈似道と折り合いが悪かったらしく、首都臨安に何度も援軍を要請しても十分な援軍は来なかったという。咸淳7年（1271年）に送られた賈似道の女婿の范文虎率いる約10万の援軍も大敗した。それでも呂文煥は孤軍奮闘し、遂には城内の兵糧を補うために自身の妻女を城から追い出してまで戦ったが、咸淳9年（1273年）に元軍の猛攻の前に遂に降伏を余儀なくされた。
しかし、クビライは5年にもわたって抵抗した呂文煥の軍事能力を高く評価し、将軍に任命して厚遇している。呂文煥も以後はクビライの重臣となり、南宋攻略では、長江沿いの諸州を攻め破り、あるいは降伏させた。更に南宋の恭帝の降伏時には、臨安に入って城内の軍民を慰撫した。多くの場合、南宋内での人脈を生かして無血開城させることに成功している。
忠臣を輩出した南宋にあって、元に寝返って南宋を滅ぼすのに大功があった呂文煥は異色の存在であるが、もともと降伏したのも賈似道が援軍を十分に送らなかったためという風評もあり、呂文煥を売国奴として責める史料は現在においてまで余り見られない。ただし、南宋の三大忠臣の一人と言われた文天祥が呂文煥を激しく非難したという逸話もある。
至元23年（1286年）、高齢のために引退して、その子の呂師聖が後を継いで宣慰使に任じられたといわれている。